# Wolf Daerr
Wolf Daerr (* 1948) ist ein deutscher Diplomat. Er war von 2010 bis 2013 Botschafter der Bundesrepublik Deutschland in der Republik Kuba. Zuvor war er von 2008 bis 2010 Botschafter in Costa Rica und von 2005 bis 2008 deutscher Generalkonsul in Barcelona.

## Biografie
Nach dem Abitur 1968 und der Ableistung seines Grundwehrdienstes bei der Bundeswehr studierte er zwischen 1970 und 1976 Rechtswissenschaften und schloss dieses 1976 mit dem Ersten Juristischen Staatsexamen ab. Im Anschluss war er von 1976 bis 1978 Wissenschaftliche Hilfskraft am Lehrstuhl für Öffentliches Recht der Ruhr-Universität Bochum.
1978 trat er in den Diplomatischen Dienst ein und fand nach Beendigung der Attachéausbildung zunächst von 1980 bis 1981 Verwendung in der Zentrale des Auswärtigen Amtes in Bonn. Während dieser Zeit erfolgte 1980 auch seine Promotion zum Dr. iur. In der Folgezeit war er zwischen 1981 und 1984 am Generalkonsulat in Kalkutta und danach wieder im Außenministerium tätig. Nach einer Verwendung bei der Deutschen Delegation bei der KSZE in Wien von 1986 bis 1988 war er bis 1991 Mitarbeiter an der Botschaft in Chile.
1991 kehrte er in die Zentrale des Auswärtigen Amtes zurück und war dort Stellvertretender Referatsleiter, ehe er 1995 bis 1999 Verwendung an der Botschaft in Frankreich fand. Nach einer Tätigkeit als Ständiger Vertreter des Botschafters in Mexiko war er zwischen 2002 und 2005 Referatsleiter im Bundesaußenministerium. Danach war er bis 2008 Generalkonsul in Barcelona.
Vom 15. Juli 2008 bis 2010 war Wolf Daerr als Nachfolger des in den Ruhestand getretenen Volker Fink Botschafter der Bundesrepublik Deutschland in Costa Rica. Von September 2010 bis 2013 war er Botschafter in Kuba. Sein Nachfolger wurde Peter Rudolf Scholz.